# Real Madrid Baloncesto 2001-2002
Questa voce raccoglie le informazioni riguardanti il Real Madrid Baloncesto nelle competizioni ufficiali della stagione 2001-2002.

## Stagione
La stagione 2001-2002 del Real Madrid Baloncesto è la 46ª nel massimo campionato spagnolo di pallacanestro, la Liga ACB.

## Roster
Aggiornato al 20 novembre 2021.
| Real Madrid 2001-02 | Real Madrid 2001-02 |
| Giocatori           | Staff tecnico       |
| ------------------- | ------------------- |

| N. | Naz.                                      | Ruolo | Nome                      | Anno | Alt.   | Peso   |  |
| -- | ----------------------------------------- | ----- | ------------------------- | ---- | ------ | ------ |  |
| 4  | Spagna (bandiera)                         | G     | Alberto Angulo            | 1970 | 196 cm | 85 kg  |  |
| 5  | Belgio (bandiera)                         | C     | Éric Struelens            | 1969 | 208 cm | 120 kg |  |
| 6  | Jugoslavia (bandiera)                     | P     | Aleksandar Đorđević       | 1967 | 188 cm | 90 kg  |  |
| 7  | Spagna (bandiera)                         | AP    | Lucio Angulo              | 1973 | 198 cm | 93 kg  |  |
| 8  | Jugoslavia (bandiera) · Grecia (bandiera) | GA    | Dušan Vukčević            | 1975 | 202 cm | 88 kg  |  |
| 9  | Croazia (bandiera)                        | C     | Žan Tabak                 | 1970 | 213 cm | 111 kg |  |
| 11 | Spagna (bandiera)                         | AP    | Alberto Herreros (C)      | 1969 | 200 cm | 98 kg  |  |
| 12 | Jugoslavia (bandiera) · Grecia (bandiera) | C     | Dragan Tarlać             | 1973 | 211 cm | 122 kg |  |
| 13 | Spagna (bandiera)                         | P     | Toñín Llorente            | 1963 | 183 cm |        |  |
| 14 | Spagna (bandiera)                         | P     | Raül López                | 1980 | 182 cm | 80 kg  |  |
| 15 | Spagna (bandiera)                         | AG    | Iker Iturbe               | 1976 | 198 cm | 101 kg |  |
| 16 | Spagna (bandiera)                         | C     | Eduardo Hernández-Sonseca | 1983 | 211 cm | 105 kg |  |
| 17 | Spagna (bandiera)                         | P     | Raúl Mena                 | 1982 | 176 cm |        |  |
| 18 | Belgio (bandiera)                         | P     | Jean-Marc Jaumin          | 1970 | 184 cm |        |  |
| 18 | Italia (bandiera)                         | P     | Stefano Attruia           | 1969 | 178 cm | 80 kg  |  |
| 19 | Polonia (bandiera) · Svezia (bandiera)    | C     | Maciej Lampe              | 1985 | 210 cm | 120 kg |  |
| 20 | Spagna (bandiera)                         | AG    | Juan José López           | 1982 | 205 cm |        |  |
| -  | Spagna (bandiera)                         | AG    | Alberto Férriz            | 1983 | 200 cm |        |  |
| -  | Francia (bandiera)                        | A     | Samuel Nadeau             | 1982 | 199 cm |        |  |

| Allenatore                                                        |
| - Sergio Scariolo                                                 |
| Assistente/i                                                      |
| - Chus Mateo Legenda - (C) Capitano - (IN) Inattivo - Infortunato |

## Mercato

### Sessione estiva
| Acquisti | Acquisti              | Acquisti       | Acquisti      | Acquisti |
| R.a      | Nome                  | da             | Modalità      |          |
| -------- | --------------------- | -------------- | ------------- | -------- |
| C        | Dragan Tarlać         | Chicago Bulls  | definitivo    |          |
| GA       | Dušan Vukčević        | Olympiakos     | definitivo    |          |
| C        | Žan Tabak             | Indiana Pacers | definitivo    |          |
| P        | Toñín Llorente        | León           | definitivo    |          |
| C        | Antonio Bueno Delgado | Ourense        | fine prestito |          |

| Cessioni | Cessioni              | Cessioni          | Cessioni       | Cessioni |
| R.       | Nome                  | a                 | Modalità       |          |
| -------- | --------------------- | ----------------- | -------------- | -------- |
| C        | Erik Meek             | Īraklīs Salonicco | fine contratto |          |
| P        | Roberto Núñez         | León              | fine contratto |          |
| A        | Ariel Eslava          | Melilla           | fine contratto |          |
| C        | Jiří Zídek            | Alba Berlino      | fine contratto |          |
| P        | Daniel López          | Calpe             | fine contratto |          |
| AP       | Marko Milič           | Fortitudo Bologna | fine contratto |          |
| P        | Lucas Victoriano      | Lleida            | prestito       |          |
| C        | Antonio Bueno Delgado | Joventut Badalona | fine contratto |          |

### Dopo l'inizio della stagione
| Acquisti | Acquisti         | Acquisti     | Acquisti        | Acquisti   |
| R.       | Nome             | da           | Data            | Modalità   |
| -------- | ---------------- | ------------ | --------------- | ---------- |
| P        | Jean-Marc Jaumin | Free agent   | novembre 2001   | definitivo |
| P        | Stefano Attruia  | Pall. Roseto | 2 febbraio 2002 | definitivo |

| Cessioni | Cessioni         | Cessioni     | Cessioni     | Cessioni    |
| R.       | Nome             | a            | Data         | Modalità    |
| -------- | ---------------- | ------------ | ------------ | ----------- |
| P        | Jean-Marc Jaumin | Gran Canaria | gennaio 2002 | rescissione |